# Emiliana Perina
Emiliana Perina, talvolta indicata con il solo prenome Emiliana (Milano, 22 maggio 1954), è una cantante e attrice italiana.

## Biografia
Figlia di due ristoratori (che gestiscono una trattoria a Milano), inizia a cantare giovanissima, e viene messa sotto contratto a soli quattordici anni dalla Kansas (casa discografica), che le sceglie il nome d'arte Emy.
Nel 1968 ottiene un buon successo con Cento nuvole, che viene presentato anche in televisione nel programma Settevoci, condotto da Pippo Baudo, e che viene bissato l'anno successivo da Arcobaleno di gioia.
Passa poi alla Variety, muta il nome d'arte in Emiliana, e partecipa al Festival di Sanremo 1970 con La stagione di un fiore, scritta da Luciano Rossi ed eseguita in coppia con i Gens.
Nello stesso anno partecipa al Festival Onda Nueva di Caracas, con una canzone scritta per lei dal maestro Augusto Martelli.
Nel 1971 inizia l'esperienza di attrice teatrale con la commedia musicale Ciao Rudy di Garinei e Giovannini, ispirata alla figura artistica di Rodolfo Valentino, dove ha l'occasione di recitare con Marcello Mastroianni, Alberto Lionello, Mita Medici, Paola Borboni e Loredana Bertè, partecipando anche all'incisione dell'album.
L'anno successivo entra nella compagnia di Tony Cucchiara, con cui recita in molti spettacoli, tra cui Caino e Abele, Storie di periferia, Pipino il Breve e La baronessa di Carini.
Dopo il diploma al Piccolo Teatro di Milano recita anche in ruoli drammatici e non solo in commedie musicali.
Nel 1986 recita nel ruolo di "Viola" La dodicesima notte di William Shakespeare con la compagnia di Glauco Mauri.
Nel 1990 ha recitato in Zitti stiamo precipitando, di Dario Fo, con l'autore e con Franca Rame.
Negli anni novanta ha lavorato anche in televisione, recitando in situation comedy come Cascina Vianello e Nonno Felice; ha recitato anche in Un eroe borghese di Michele Placido.
Negli ultimi anni si è dedicata anche all'insegnamento di canto, dizione, recitazione e musical.
Nel 2004 appare nella seconda stagione di Camera Café nell'episodio Dirigente per un giorno.
Ha inciso una canzone nel 2005 (dopo diversi anni in cui si è dedicata principalmente a recitazione ed insegnamento), The shay dame from Seville (tratta dal musical Victor-Victoria), per il CD benefico La voce della solidarietà.Nel 2025 incide il brano "Il dilemma" contenuto nel doppio cd "Gaber per tutti"

## Discografia parziale

### 33 giri
- 1973 - Caino e Abele (Odeon, 3C064-17865)
- 1973 - Selezione da Caino e Abele (Odeon, 3C064-17913)
- 1975 - Storie di periferia (CBS, 69105)
- 1983 - La baronessa di Carini (Durium, doppio)
- 1985 - Pipino il Breve (Durium, doppio)

### 45 giri
- 1968: Cento nuvole/La felicità (Kansas DM 1052; inciso con lo pseudonimo Emy)
- 1968: Stelle/Tu non mi vuoi (Kansas DM 1069; inciso con lo pseudonimo Emy Castellini)
- 1970: La stagione di un fiore/Passa il tempo passa (Variety FNP-NP 10148)
- 1971: Barbablu/Una vita (Variety FNP-NP 10174)